# Point Pleasant (Virginia Occidentale)
Point Pleasant è una city degli Stati Uniti d'America, capoluogo della contea di Mason dello Stato della Virginia Occidentale.

## Storia
Nel 1749, l'esploratore francese Pierre Joseph Celoron de Blainville rivendicò la sovranità francese sulla valle dell'Ohio collocando una targa di piombo al punto di incontro tra il fiume Ohio e Kanawa, chiamando quel posto "Point Pleasant". La spedizione di Celoron fu comunque un fallimento poiché le tribù indigene erano a favore degli inglesi e i loro rappresentanti decisero, per tanto, di non cedere la contea alla Francia. Ciò fu un preludio alla perdita della Nuova Francia che portò alla conquista del Nord America da parte dell'impero Britannico. La città di Point Pleasant venne fondata nel 1833, quasi un secolo dopo la famosa Battaglia di Point Pleasant del 1774.

## Stranezze, voci popolari e leggende
Alcuni attribuiscono gli incidenti avvenuti a Point Pleasant alla maledizione che un capo indiano lanciò contro la contea, verso la fine del XIX secolo, prima di essere assassinato dai coloni americani insieme a suo figlio. In effetti, gli incidenti si sono susseguiti dall'inizio del 1900 in poi.

### L'Uomo falena
Alla fine degli anni sessanta, più precisamente tra il 1966 e il 1967, molti abitanti di Point Pleasant raccontarono di essersi imbattutti in una mostruosa creatura nota come Mothman, l'Uomo falena. I cittadini organizzarono la caccia al mostro ma, a parte l'incerta testimonianza di due donne, non ne ricavarono nulla. L'esistenza della creatura non fu mai accertata nonostante gli avvistamenti protrattisi per circa 13 mesi. Secondo la descrizione dei testimoni, tale creatura era di colore scuro, con impressionanti occhi rossi, dalla postura e dal corpo umano, ma fornito di ampie ali che ripiegava sulla schiena quando non era in volo. Molti abitanti del luogo collegano le apparizioni del Mothman con il crollo del Silver Bridge, dove la creatura fu avvistata due volte da testimoni oculari il giorno stesso del crollo del ponte. Dopo il crollo, gli avvistamenti dell'Uomo Falena cessano. Secondo alcuni abitanti di Point Pleasant, il Mothman era una creatura sovrannaturale che cercò di avvertire la popolazione dell'imminente disastro. Gli abitanti della città sostennero che nei mesi in cui l'Uomo Falena fu avvistato, nel cielo erano visibili molte strane luci, che apparivano puntualmente ogni notte. Molti credevano che quelle luci fossero UFO che spiavano la città e che, in qualche modo, fossero collegati con le misteriosi apparizioni della creatura chiamata da una giornalista: Mothman. Sempre nei mesi in cui il famoso Mothman fu avvistato, Point Pleasant fu "invasa" da decine di Men in Black, ovvero uomini in nero, che misero sotto controllo i telefoni degli abitanti, facendo domande sugli avvistamenti del Mothman e sulle strane luci visibili di notte in cielo. Alcuni abitanti ricevettero persino minacce e telefonate minatorie da questi strani uomini, ritenuti agenti del governo statunitense. Secondo alcuni, questi uomini in nero erano strane persone dal colorito cadaverico che, a volte, facevano esperimenti con strani macchinari e bizzarre apparecchiature. Alcuni dissero che questi uomini indossavano sempre degli occhiali da sole molto scuri e quelle poche volte che se li toglievano per parlare con le altre persone non sbattevano mai le palpebre degli occhi. Si dice persino che non sapessero neanche cosa significasse il gesto di stringersi la mano. L'identità di questi uomini e tutti questi accadimenti non furono mai chiariti. A Point Pleasant fu in seguito eretta una statua dedicata al Mothman, rendendo celebre il mito. Alcuni associano l'Uomo Falena anche ad eventi catastrofici più recenti come gli attentati dell'11 settembre 2001 e l'esplosione del reattore della centrale nucleare di Černobyl', dove pare ci siano stati degli avvistamenti.